# Strausberger Erklärung
In der Strausberger Erklärung vom 31. August 2004 empfiehlt der Deutsche Pflegerat die Errichtung von Pflegekammern auf Landes- und Bundesebene für die professionell Pflegenden. Damit schließt er sich als pflegepolitische Vertretung auf Bundesebene der politischen Entscheidung an, die Selbstverwaltung auch in Zukunft zu stärken.
In der Begründung lautet es, dass professionelle Pflege ihre Eigenständigkeit als Heilberuf insbesondere erfährt, durch die
- neuen Ausbildungsgesetze,
- interne und externe Qualitätssicherungsmaßnahmen sowie durch
- spezifische Aufgabenfelder in neuen Organisationsstrukturen.

Hieraus entwickele sich ein Bedarf zur Entwicklung von Pflegekammern.